# Groß (Familienname)

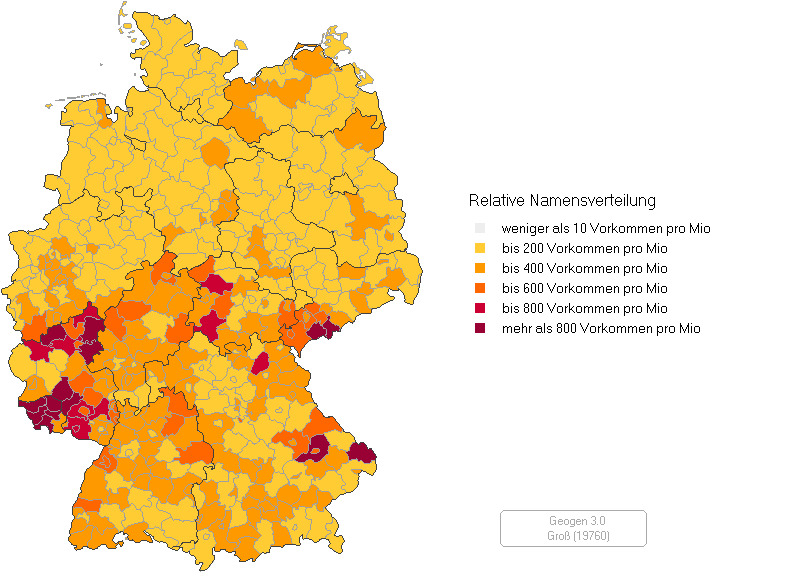
Relative Häufigkeit des Familiennamens Groß in Deutschland

Groß oder Gross ist ein deutscher Familienname.

## Varianten
- Groß (preußische Familie)
- Grohs
- Gros
- Grose
- Grosmann

## Namensträger

### A
- Adam Groß († 1645), deutscher Geistlicher
- Adam Friedrich Groß zu Trockau (1758–1840), deutscher Geistlicher, Bischof von Würzburg
- Adele Groß (1853–nach 1902), deutsche Schauspielerin
- Adi Gross (Adolf Groß; * 1961), österreichischer Politiker (GRÜNE)
- Adolf Groß (Politiker, 1829) (1829–1893), deutscher Politiker, MdL Baden
- Adolf Groß (Ingenieur, 1835) (1835–1904), deutscher Maschinenbauingenieur, Hochschullehrer und Industriemanager
- Adolf von Groß (1845–1931), deutscher Bankier
- Adolf Groß (Politiker, 1862) (1862–1936), österreichischer Jurist, Journalist und Politiker
- Adolf Gross (Mediziner) (Adolf Jakob Gross; 1868–nach 1933), deutscher Psychiater
- Adolf Gross (Maler) (1873–1937), österreichischer Maler
- Adolf Gross (Ingenieur, 1901) (1901–1977), Schweizer Ingenieur
- Alan Gross (* 1949), US-amerikanischer Entwicklungshelfer
- Alan G. Gross (1936–2020), US-amerikanischer Philosoph
- Albert Gross (Geistlicher) (1904–1975), Schweizer Geistlicher und Gerechter unter den Völkern
- Albert Groß (Chemiker) (* 1924), deutscher Chemiker
- Albrecht David Gabriel von Gross (1757–1809), Schweizer Offizier und Militärschriftsteller
- Alexander Groß (Pädagoge) (1931–2019), deutscher Pädagoge und Akademieleiter
- Alexander Groß (Eishockeyspieler) (* 1959), deutscher Eishockeyspieler
- Alfons Gross (1916–1989), deutscher SS-Hauptscharführer im KZ Mauthausen
- Alfred Groß (1880–1935), deutscher Fotograf, siehe Alfred Grohs
- Alfred Groß (Jurist) (1885–1976), deutscher Jurist und Richter
- Alfred Groß (Politiker, 1893) (1893–1949), deutscher Politiker, Oberbürgermeister von Erlangen
- Alfred Gross (Ingenieur) (1918–2000), US-amerikanischer Elektroingenieur
- Alfred Groß (Politiker, 1945) (* 1945), deutscher Jugendfunktionär und Politiker (SED)
- Alfred Gross (Musiker) (* 1949), deutscher Cembalist
- Alina Gross (* 1980), deutsche Fotografin
- Amelie Groß (* 1987), österreichische Unternehmerin und Wirtschaftskammerfunktionärin
- Andreas Groß (1766–1847), deutscher Geistlicher, Theologe und Domkapitular
- Andreas Gross (* 1952), Schweizer Politiker (SP)
- Andrew Gross (Schriftsteller) (1952–2025), US-amerikanischer Schriftsteller
- Andrew Gross (Komponist) (* 1969), US-amerikanischer Komponist
- Anna Groß (* 1982), deutsche Fernsehmoderatorin
- Anne Groß (* 1963), deutsche Verwaltungsrichterin
- Anthony Gross (1905–1984), englischer Maler, Bildhauer und Porträtzeichner
- Anton Johann Gross-Hoffinger (1808–1875), österreichischer Geograph, Lexikograf, Schriftsteller und Verleger
- Aribert Gross (1935–2007), deutscher Tischler, Erzieher und Künstler
- Arno Groß (1858–1933), deutscher Forstwissenschaftler
- Arye Gross (* 1960), US-amerikanischer Schauspieler
- August Groß (1917–?), deutscher Fußballspieler
- Auguste Groß von Trockau (Pseudonym Jutta Berthen; 1845–1915), deutsche Schriftstellerin

### B
- Babette Gross (1898–1990), deutsche Publizistin
- Barbara Gross (Galeristin) (* 1946), deutsche Galeristin
- Barbara Gross (Politikerin) (* 1953), österreichische Politikerin (SPÖ)
- Benedict Gross (* 1950), US-amerikanischer Mathematiker
- Benedikt Groß (* 1980), deutscher Designer und Hochschullehrer
- Benno Groß (* 1957), deutscher Turner und Turntrainer
- Bernd Groß (* 1967/1968), deutscher Informationstechnologe und Unternehmer
- Bernhard Groß (Domherr) (1428/1430–1502), deutscher Jurist und Domherr
- Bernhard Groß (Mediziner) (* 1965), deutscher Generalarzt
- Bertram Myron Gross (1912–1997), US-amerikanischer Sozialwissenschaftler
- Bruno Groß (1900–1946), deutscher römisch-katholischer Geistlicher und Märtyrer

### C
- Carl Groß (Violinist) (1800–1842), österreichischer Beamter und Geiger
- Carl Groß (Jurist) (1800–1873), deutscher Jurist und Politiker
- Carl Groß (Sänger, 1870) (1870–nach 1929), deutscher Opernsänger (Bariton)
- Carl Gross (Maler) (1903–1972), deutscher Maler und Grafiker
- Carl Gross (Sänger, 1932) (1932–2022; auch Karl Gross, Charly Gross), deutscher Unterhaltungssänger
- Chaim Gross (1904–1991), US-amerikanischer Bildhauer und Zeichner
- Charles Gross (* 1934), US-amerikanischer Komponist
- Charles G. Gross (1936–2019), US-amerikanischer Neurowissenschaftler
- Chester H. Gross (1888–1973), US-amerikanischer Politiker
- Chita Gross (* 1962), niederländische Judoka
- Christa Gross (* 1948), deutsch-schweizerisches Opfer der Diktatur in der DDR, siehe Peter und Christa Gross-Feurich
- Christian Groß (Theologe) (1601–1673), deutscher Theologe und Generalsuperintendent
- Christian Groß (Politiker) (1799–1892), deutscher Politiker, MdL Württemberg
- Christian Gross (Diplomat) (1895–1933), US-amerikanischer Diplomat
- Christian Groß, eigentlicher Name von Kriki (* 1950), deutscher Cartoonist
- Christian Gross (Fussballtrainer) (* 1954), Schweizer Fußballspieler und -trainer
- Christian Gross (Sportschütze), österreichischer Sportschütze
- Christian Groß (Fußballspieler) (* 1989), deutscher Fußballspieler
- Christoph Gross (* 1988), österreichischer American-Football-Spieler

### D
- David Gross (* 1941), US-amerikanischer Physiker
- David Gross (Schachspieler) (* 1975), tschechischer Schachspieler
- David Groß (Filmemacher) (* 1978), österreichischer Filmemacher und Journalist
- David Groß (Schachspieler) (* 1978), deutscher Schachspieler
- David Gross (Unihockeyspieler) (* 1996), Schweizer Unihockeyspieler
- Detlev Gross (* 1957), deutscher Rechtsanwalt und Autor
- Dieter Groß (Regisseur) (auch Dieter Gross), deutscher Theaterregisseur
- Dieter Groß (Künstler) (auch Dieter Gross; * 1937), deutscher Künstler, Hochschullehrer und Kabarettist
- Dieter Groß (Fahrsportler) (* 1942), deutscher Fahrsportler und Autor
- Dieter Groß (Politiker) (* 1949), deutscher Politiker (Die Linke), MdL Brandenburg
- Dietmar Gross (Ingenieur) (* 1941), deutscher Ingenieurwissenschaftler
- Dietmar Gross (Maler) (* 1957), deutscher Maler
- Dietrich Christoph von Groß gen. von Schwarzhoff (1810–1896), deutscher Verwaltungsbeamter und Politiker
- Dirk Groß (* 1964), deutscher Sportlehrer und Volleyballtrainer
- Dominik Groß (* 1964), deutscher Medizinhistoriker und Medizinethiker

### E
- Eberhard Gross (Mediziner) (* 1944), deutscher Chirurg
- Eberhard Groß (Physiker) (* 1953), deutscher Physiker
- Edgar Groß (1886–1970), deutscher Theaterwissenschaftler und Intendant
- Edith Gross (* 1929), bildende Künstlerin
- Ejnar Gross (1895–1962), dänischer Maler
- Elisabeth Groß (1899–1944), deutsche Hausfrau und Opfer der NS-Justiz
- Elvira Gross (1954–2005), deutsche Botanikerin
- Emanuel Gross (1868–1928), österreich-ungarischer Pomologe und Hochschullehrer
- Emil Groß (Politiker, 1866) (1866–1949), deutscher Politiker (SPD), Bezirksbürgermeister von Berlin-Tempelhof
- Emil Groß (Politiker, 1904) (1904–1967), deutscher Verleger und Politiker (SPD), MdR Nordrhein-Westfalen
- Engelbert Groß (1938–2020), deutscher Religionspädagoge
- Erhart Groß († um 1450), deutscher Prosaist und Kartäuser
- Ernest A. Gross (1906–1999), US-amerikanischer Diplomat und Rechtsanwalt
- Ernst Groß (1872–1930), Direktor des Danziger Volkstages
- Ernst Groß (Bildhauer) (* 1959), deutscher Bildhauer
- Ernst L. Gross (1886–1960), Schweizer Unternehmer
- Erwin Gross (Geistlicher, 1870) (Johann Erwin Groß; 1870–1920), deutsch-baltischer Geistlicher
- Erwin Groß (Fabrikant) (auch Erwin Gross), deutscher Fabrikant
- Erwin Groß (Geistlicher, 1901) (auch Erwin Gross; 1901–1975), deutscher Geistlicher
- Erwin Groß (Fußballspieler) (* 1925), deutscher Fußballspieler
- Erwin Gross (Maler) (* 1953), deutscher Maler und Hochschullehrer
- Eugen Gross (1910–1989), deutscher Maler, Grafiker und Drucker
- Eugene Gross (1926–1991), US-amerikanischer Physiker
- Eva Gross, polnische Filmschauspielerin
- Evelin Groß (* 1958), deutsche Politikerin (CDU)
- Ezra C. Gross (1787–1829), US-amerikanischer Jurist und Politiker

### F
- Fabius Gross (1906–1950), österreichischer Meeresbiologe
- Felix Groß, eigentlicher Name von Felix Benedikt (1851–1912), österreichischer Opernsänger (Bass)
- Felix Gross (Schriftsteller, 1884) (Felix Alois Gross; 1884–nach 1932), österreichischer Schriftsteller
- Felix Gross (Schriftsteller, 1890) (Felix Groß; 1890–1960), deutscher Schriftsteller und Journalist
- Felix Gross (Musiker), US-amerikanischer Sänger, Komponist und Bandleader
- Felix Groß (Chorleiter), deutscher Chorleiter
- Felix Groß (Radsportler) (* 1998), deutscher Radsportler
- Ferdinand Groß (Sänger) (1835–1909), österreichischer Opernsänger (Tenor)
- Ferdinand Gross (Journalist) (1848–1900), österreichischer Schriftsteller und Journalist
- François Gross (1931–2015), Schweizer Journalist
- Franz Gross (Politiker) (1815–1890), österreichischer Politiker
- Franz Groß (Regisseur), deutscher Bühnenregisseur
- Franz Groß (Schauspieler), deutscher Schauspieler
- Franz Gross (Mediziner) (1913–1984), deutsch-schweizerischer Pharmakologe
- Franz Gross (Physiker) (* 1937), US-amerikanischer Physiker
- Franz Groß (Rennfahrer), deutscher Automobilrennfahrer
- Franz Groß (Radsportler) (* 2001), deutscher Radsportler
- Friedbert Groß (* 1937), deutscher Musikpädagoge, Komponist und Politiker (CDU)
- Friederike Groß (* 1965), deutsche Malerin, Karikaturistin und Hochschullehrerin
- Friedrich Groß (Unternehmer) (1838–1896), deutscher Unternehmensgründer
- Friedrich Gross (Kunsthistoriker) (* 1939), deutscher Kunsthistoriker und Künstler
- Friedrich Groß-Rannsbach (1931–2018), österreichischer Architekt
- Friedrich Bernhard Adam Groß (1783–1861), deutscher Architekt und Baubeamter
- Friedrich Ulrich Gross (1729–1796), deutscher Diplomat
- Fritz Gross (Maler) (1895–1938), österreichischer Maler, Lithograf und Architekt
- Fritz Groß (Journalist) (1897–1946), deutscher Journalist und Autor
- Fritz Gross (Jurist) (1910/1911–nach 1970), deutscher Jurist

### G
- Gabi Groß, deutsche Fußballtorhüterin
- Garry Gross (1937–2010), US-amerikanischer Fotograf
- Georg Gross (Politiker, 1909) (1909–1985), deutscher Politiker (SRP), MdBB
- Georg Groß, eigentlicher Name von Jurij Grós (1931–2019), deutscher Politiker und sorbischer Verbandsfunktionär
- Georg Ehrenfried Groß, eigentlicher Name von George Grosz (1893–1959), deutsch-amerikanischer Maler, Grafiker und Karikaturist
- Georg Peter Groß (Maler) (1782–1858), deutscher Maler und Zeichner
- Georg Peter Groß (Politiker) (1829–1890), deutscher Landwirt und Politiker, MdL Nassau
- Gerald Groß (* 1964), österreichischer Journalist
- Gerd Gross (* 1948), deutscher Dermatologe und Venerologe
- Gerhard Groß (Mediziner) (* 1947), deutscher Neurologe, Psychiater und Toxikologe
- Gerhard Gross (Fotograf) (* 1968), österreichischer Fotograf
- Gerhard P. Groß (* 1958), deutscher Militärhistoriker
- Gisela Gross (1936–2013), deutsche Psychiaterin und Hochschullehrerin
- Gloria Salguero Gross (1941–2015), salvadorianische Politikerin
- Gottlob Groß (1811–1877), deutscher Glasermeister und Politiker
- Grete Gross (Grafikerin) (* 1890), russisch-deutsche Grafikdesignerin
- Grete Gross, literarisches Pseudonym von Irene Mokka (1915–1973), rumänische Schriftstellerin und Pianistin
- Guido Groß (1925–2010), deutscher Lehrer und Heimatforscher
- Guido Groß (Ruderer) (* 1969), deutscher Ruderer
- Gunter Gross (Schriftsteller) (* 1954), deutscher Schriftsteller
- Gunter Gross-Selbeck (* 1939), deutscher Mediziner
- Günter Groß (Museumsleiter) (* 1938), deutscher Ingenieur und Museumsleiter
- Günter Groß (Fußballspieler) (1946–2012), deutscher Fußballspieler
- Günter Groß (Meteorologe) (* 1954), deutscher Meteorologe und Hochschullehrer
- Günter F. Gross (1929–2022), deutscher Unternehmensberater und Autor
- Günther Groß (Geograph) (* 1949), österreichischer Lehrer und Geograph
- Günther Groß (Schauspieler) (* 1961), deutscher Schauspieler
- Günther Gross (Künstler) (* 1961), österreichischer Maler und Bildhauer
- Gustav Groß (Politiker, 1825) (1825–1878), deutscher Weber und Politiker, MdL Reuß jüngere Linie
- Gustav Groß (Politiker, 1852) (1852–1944), deutscher Textilunternehmer und Politiker, MdL Württemberg
- Gustav Groß (Politiker, 1856) (1856–1935), österreichischer Ökonom und Politiker, MdL Mähren
- Gustav Gross (Eishockeyspieler) (* 1926), österreichischer Eishockeyspieler
- Gustav Robert Groß (1823–1890), österreichischer Verkehrsmanager und Politiker, MdL Böhmen
- Gustav Wilhelm Groß (1794–1847), deutscher Homöopath
- Guy Gross (Komponist), australischer Filmkomponist
- Guy Gross (Sänger) (* 1977), deutscher Sänger

### H
- H. R. Gross (Harold Royce Gross; 1899–1987), US-amerikanischer Politiker
- Halley Gross (* 1985), US-amerikanische Schauspielerin
- Hannah Gross (* 1990), kanadische Schauspielerin
- Hanns Gross (1928–2006), deutschamerikanischer Historiker und Hochschullehrer
- Hans Gross (Kriminologe) (auch Hanns Gross; 1847–1915), österreichischer Rechtswissenschaftler und Kriminologe
- Hans Groß (Luftschiffkonstrukteur) (1860–1924), deutscher Ballonfahrer und Luftschiffkonstrukteur
- Hans Gross (Fotograf, 1889) (1889–1945), Schweizer Fotograf
- Hans Groß (1892–1981), deutscher Maler, siehe Hans Grohs
- Hans Gross (Fotograf, 1911) (1911–1989), Schweizer Fotograf
- Hans Groß (Politiker) (1925–2000), deutscher Politiker (CDU)
- Hans Groß (Chemiker) (1928–2017), deutscher Chemiker
- Hans Gross (Historiker) (1928–2006), US-amerikanischer Historiker
- Hans Gross (Politiker) (1930–1992), österreichischer Politiker (SPÖ)
- Hans Fritz Groß (1923–2018), deutscher Wirtschaftswissenschaftler
- Hans Joachim Gross (1936–2019), deutscher Biochemiker
- Hans-Rüdiger Groß (1953–2025), deutscher Radsportler
- Harold Gross (1866–1927), US-amerikanischer Politiker
- Heiner Gross (1923–1993), Schweizer Schriftsteller
- Heinrich Groß (Oberamtmann), württembergischer Oberamtmann
- Heinrich Gross (Rabbiner) (auch Henri Gross; 1835–1910), Rabbiner in Augsburg
- Heinrich Gross (Fabrikant) (1839–1900), deutsch-österreichischer Fabrikant und Insektenkundler
- Heinrich Groß (Gymnasialdirektor) (1849–nach 1903), Lehrer und Autor in Triest und Görz
- Heinrich Gross (Mediziner) (1869–1954), deutscher Chirurg
- Heinrich Groß (Jurist) (1878–1967), deutscher Jurist und Beamter
- Heinrich Gross (1915–2005), österreichischer Mediziner
- Heinrich Groß (Theologe) (1916–2008), deutscher Theologe
- Heinrich III. Groß von Trockau (vor 1432–1501), deutscher Geistlicher, Bischof von Bamberg
- Heinrich Talmon Groß (1882–1945), deutscher Gewerkschafter, Gemeinderat, SPD-Mitglied und Opfer des NS-Regimes
- Helmut Groß (1946–2024), deutscher Fußballtheorektiker
- Henning Groß (1553–1621), deutscher Buchhändler und Verleger, siehe Henning Große
- Henning Gross († 1649), deutscher Jurist und Hochschullehrer, siehe Henning Grosse
- Henry Gross (* 1951), US-amerikanischer Singer-Songwriter
- Herbert Gross (Journalist) (1907–1976), deutscher Journalist
- Herbert Gross (Mathematiker) (1936–1989), Schweizer Mathematiker und Hochschullehrer
- Hermann Gross (Beamter) (1875–nach 1929), deutscher Beamter und Kammerfunktionär
- Hermann Gross (Wirtschaftswissenschaftler) (1903–2002), deutscher Wirtschaftswissenschaftler und Hochschullehrer
- Hermann Gross (Maler) (1904–1988), deutscher Maler
- Hermann Gross (Politiker) (1919–2005), deutscher Politiker (SPD), MdL Baden-Württemberg
- Hermann Groß (Politikwissenschaftler) (* 1960), deutscher Politikwissenschaftler und Psychologe
- Horst Groß (* 1947), deutscher Kommunalpolitiker (CDU), 1995 bis 2014 Bürgermeister von Bebra
- Horst-Michael Groß (* 1959), deutscher Neuroinformatiker und Robotiker
- Hubert Groß (1896–1992), deutscher Architekt und Stadtplaner
- Hubert Groß (Geistlicher) (1908–1947), deutscher römisch-katholischer Geistlicher und Märtyrer
- Hugo Gross (1888–1968), deutscher Botaniker
- Huldreich Groß (1605–1677), deutscher Rechtsanwalt

### I
- Ingrid Gross (1924–2004), deutsche Politikerin (CDU)
- Isidor H. Groß (1864–1914), österreichischer Schauspieler und Opernregisseur

### J
- Jack Gross (Endokrinologe) (1921–1994), kanadisch-israelischer Endokrinologe
- Jacques Gross (1943–2022), Schweizer Architekt
- Jakob Gross (Täufer) (um 1500–nach 1531), deutscher Täuferprediger
- Jakob Groß (Heimatforscher) (1827–1898), deutscher Heimatforscher
- Jakob Gross (Maler) (1895–1969), deutscher Maler und Zeichner
- James Gross, deutscher Informatiker und Ingenieur der Elektrotechnik
- James A. Gross, amerikanischer Historiker
- James J. Gross, amerikanischer Psychologe
- Jan Gross (Theologe) (1938–2014), polnischer Theologe
- Jan Groß (Schwimmer) (* 1941/1942), deutscher Schwimmer
- Jan T. Gross (Jan Tomasz Gross; * 1947), polnisch-US-amerikanischer Soziologe und Historiker
- Jana Groß (* 1969), deutsche Musikerin
- Jasmine Gross (* 1998), US-amerikanische Volleyballspielerin
- Jeff Gross (Schriftsteller) (* 1957), US-amerikanischer Schriftsteller und Filmemacher
- Jeff Gross (Pokerspieler) (Jeffrey Dale Gross; * 1986), US-amerikanischer Pokerspieler
- Jennifer Groß (* 1986), deutsche Politikerin (CDU), MdL Rheinland-Pfalz
- Jenny Groß (1860/1863–1904), österreichische Schauspielerin
- Jens Groß (* 1959), deutscher Dramaturg, Hochschullehrer und Regisseur
- Jerzy Gross (1929–2014), polnisch-deutscher Holocaust-Überlebender
- Jewgeni Fjodorowitsch Gross (1897–1972), russischer Physiker
- Johann Groß (Politiker, I), österreichischer Politiker (SDAP), Wiener Landtagsabgeordneter
- Johann Groß (Politiker, 1956) (* 1956), deutscher Politiker (FW)
- Johann Adam Groß der Ältere (1697–1757), deutscher Baumeister
- Johann Adam Groß der Jüngere (1728–1794), deutscher Baumeister
- Johann Adam Groß III (1750–1817), deutscher Baumeister
- Johann Benjamin Groß (1809–1848), deutscher Violoncellist und Komponist
- Johann Carl Groß (1778–1866), deutscher Politiker, Bürgermeister von Leipzig
- Johann Gottfried Groß (1703–1768), deutscher Publizist
- Johannes Groß (1564–1654), deutscher Theologe, siehe Johannes Major (Theologe)
- Johannes Groß (Politiker) (1879–1954), deutscher Politiker (Zentrum)
- Johannes Gross (1932–1999), deutscher Publizist, Aphoristiker und Journalist
- Johannes Heinrich Groß (1916–2008), deutscher Theologe, siehe Heinrich Groß (Theologe)
- John Gross (Autor) (1935–2011), britischer Literaturkritiker und Autor
- John Gross (Musiker) (* 1944), US-amerikanischer Jazzmusiker
- Jonas Gross (* 1996), Schweizer Panflötist
- Jonathan Groß (* 1985), deutscher Altphilologe
- Jordan Gross (Footballspieler) (Jordan Alan Gross; * 1980), US-amerikanischer American-Football-Spieler
- Jordan Gross (Eishockeyspieler) (Jordan Hunter Gross; * 1995), US-amerikanischer Eishockeyspieler
- Jorge Groß (* 1971), deutscher Biologiedidaktiker
- Josef Gross (Architekt) (1828–nach 1890), österreichischer Architekt
- Josef Gross (Bischof) (1866–1931), böhmischer Geistlicher, Bischof von Leitmeritz
- Josef Groß (Paläontologe) (Josef Carl Groß; 1907–1967), österreichischer Mediziner und Paläontologe
- Josef Groß (Landrat) (1909–1993), deutscher Verwaltungsbeamter, Landrat des Landkreises Karlsruhe
- Joseph Groß (1874–??), siebenbürgischer Schriftsteller, Dramatiker und Herausgeber
- Josh Gross (Joshua Emilio Gross Santana, * 1993), niederländischer Fußballspieler
- Joshua Groß (* 1989), deutscher Schriftsteller
- Jost Gross (1946–2005), Schweizer Politiker
- Julia Gross (* 1991), Schweizer Orientierungsläuferin, siehe Julia Jakob
- Julia Gross (Diplomatin) (* 1963), deutsche Diplomatin
- Julius von Groß (1812–1881), deutscher General der Infanterie
- Julius Gross (Lehrer) (1855–1931/1932), siebenbürgischer Lehrer, Bibliothekar und Historiker
- Julius Groß (Zoologe) (1869–1933), deutschbaltischer Zoologe
- Julius Gross (Theologe) (Jules Gross; 1892–1980), deutsch-französischer Theologe und Hochschullehrer
- Julius Groß (Fotograf) (1892–1986), deutscher Fotograf
- Julius von Groß genannt von Schwarzhoff (1850–1901), deutscher Generalmajor
- Jürgen Groß (* 1946), deutscher Dramaturg, Theaterregisseur und Dramatiker

### K
- Karl Groß (Verwaltungsbeamter, 1812) (1812–1892), deutscher Jurist und Landrat
- Karl Groß (Politiker, 1833) (1833–1905), deutscher Reeder und Politiker
- Karl Groß (Politiker, 1843) (1843–1909), deutscher Rechtsanwalt und Politiker
- Karl Groß (Künstler) (1869–1934), deutscher Bildhauer, Goldschmied, Kunstpädagoge und Publizist
- Karl Groß (Politiker, 1883) (1883–1949), deutscher Jurist und Politiker (FDP)
- Karl Groß (Ringer) (1884–1941), deutscher Ringer
- Karl Groß (Verwaltungsbeamter, 1884) (1884–1945), deutscher Jurist und Oberfinanzpräsident
- Karl Groß (Geistlicher) (1897–1974), deutscher Geistlicher
- Karl Groß (Priester) (1907–1980), deutscher Ordensgeistlicher
- Karl Groß (Fußballspieler) (1934–2019), deutscher Fußballspieler
- Karl Adolf Gross (1892–1955), deutscher Theologe und Schriftsteller
- Karl Diedrich Adolf Gross (1833–1905), deutscher Unternehmer und MdL
- Karlheinz Groß (1943–2009), deutscher Maler, Grafiker und Buchautor
- Karl Josef Gross (1907–1967), österreichischer Mediziner und SS-Sturmbannführer
- Karl Maria Groß (1804–1868), österreichischer Beamter, Maler, Dichter und Musikkritiker
- Karl Theodor Groß (1821–1871), deutscher Spielwarenfabrikant
- Karsten Groß (* 1970), deutscher Politiker (CDU), Bürgermeister von Mörfelden-Walldorf
- Katharina B. Gross (* 1988), deutsche Schriftstellerin
- Kathrin Groß-Striffler (* 1955), deutsche Schriftstellerin
- Kenneth I. Gross (1938–2017), US-amerikanischer Mathematiker
- Klaus Groß (1921–1971), deutscher Sänger
- Konrad Groß (um 1280–1356), deutscher Kaufmann und Stifter
- Konrad Gross (Anglist) (* 1940), deutscher Anglist, Amerikanist bzw. Kanadist
- Konstantin Groß (* 1964), deutscher Journalist und Regionalhistoriker
- Kurt Groß (1912–1977), österreichischer Politiker (NSDAP)

### L
- Lena Häcki-Groß (* 1995), Schweizer Biathletin
- Leo Gross (Rechtswissenschaftler) (1903–1990), österreichisch-amerikanischer Rechtswissenschaftler
- Leo Gross (Physiker) (* 1973), deutscher Physiker
- Lothar Groß (Historiker) (1887–1944), österreichischer Historiker und Archivar
- Lothar Groß (Fußballspieler) (1940–2022), deutscher Fußballspieler
- Luca Groß (* 2002), deutscher Dartspieler
- Ludwig von Groß (1793–1857), Kammerherr in Weimar und Fossiliensammler
- Ludwig Groß (1825–1894), deutscher Politiker (DFP, NLP)
- Ludwik Gross (1904–1999), polnisch-amerikanischer Virologe und Biomediziner
- Luke Gross (* 1969), US-amerikanischer Rugby-Union-Spieler

### M
- Manuela Groß (* 1957), deutsche Eiskunstläuferin
- Marc Groß (* 1987), deutscher Fußballspieler
- Marco Groß (* 1995), deutscher Biathlet
- Marcus Groß (* 1989), deutscher Kanute
- Maria Groß (* 1979), deutsche Köchin
- Marianne Groß (* 1942), deutsche Schauspielerin und Synchronsprecherin
- Mark Gross (Mathematiker) (* 1965), US-amerikanischer Mathematiker
- Mark Gross (Saxophonist) (* 1966), US-amerikanischer Saxophonist
- Markus Groß (Linguist) (* 1962), deutscher Linguist
- Markus Gross (Informatiker) (* 1963), deutscher Informatiker
- Martin Groß (1901–1945), deutscher Politiker
- Martin Groß (Politiker, 1937) (1937–2022), deutscher Politiker
- Martin Gross (Schriftsteller) (* 1952), deutscher Schriftsteller
- Martin Groß (Soziologe) (* 1962), deutscher Soziologe
- Martin Groß (Moderator), deutscher Moderator und Nachrichtensprecher
- Mary Gross (* 1953), US-amerikanische Schauspielerin und Comedian
- Matilda Gross (* 2009), schwedische Kinderdarstellerin
- Matthew Gross (* 1964), US-amerikanischer Filmproduzent
- Matthias Groß (* 1969), deutscher Soziologe
- Maurice Gross (1934–2001), französischer Linguist und Romanist
- Mechthild Groß (* 1964), deutsche Hebamme und Hochschullehrerin
- Mia Gross (* 2001), australische Sprinterin
- Micha Gross (* 1959), Mitgründer und Leiter des Bauhaus Center Tel Aviv
- Michael Gross (Künstler) (1920–2004), israelischer Künstler
- Michael Gross (* 1947), US-amerikanischer Schauspieler
- Michael Gross (Journalist) (* 1952), US-amerikanischer Schriftsteller und Journalist
- Michael Groß (Politiker) (* 1956), deutscher Politiker (SPD), MdB
- Michael Groß (Musiker) (* 1956), deutscher Cellist
- Michael Groß (Autor) (* 1963), deutsch-englischer Wissenschaftsjournalist
- Michael Groß (* 1964), deutscher Schwimmer
- Michael C. Gross (1945–2015), US-amerikanischer Grafikdesigner und Filmproduzent
- Mirjana Gross (1922–2012), jugoslawische bzw. kroatische Historikerin

### N
- Natan Gross (1919–2005), polnisch-israelischer Filmregisseur, Schriftsteller, Filmhistoriker und Übersetzer
- Nicolai Groß (* 1990), deutscher Fußballspieler
- Nikolaus Groß (1898–1945), deutscher Gewerkschafter und Widerstandskämpfer
- Nora Groß (1891–1976), deutsche Mineralogin
- Nora Gross (1871–1929), Schweizer Künstlerin und Kunstpädagogin
- Norbert Gross (* 1941), deutscher Rechtsanwalt

### O
- Oliver Gross (* 1973), deutscher Tennisspieler
- Onno Groß (1964–2016), deutscher Meeresbiologe
- Oskar Groß (1875–1948), deutscher Baubeamter
- Oskar Wimmer-Groß (1909–1993), deutscher Architekt
- Otto Gross (1877–1920), österreichischer Psychiater, Psychoanalytiker und Anarchist
- Otto Gross (Schauspieler) (1881–1916), Schweizer Schauspieler
- Otto Groß (Schwimmer) (1890–1964), deutscher Schwimmer
- Otto Groß (Politiker) (1901–1981), deutscher Politiker (FDP)
- Otto Groß (Geistlicher) (1917–1974), deutscher Priester
- Otto Schmitt-Gross (1900–1965), deutscher Maler

### P
- Pam Gross, kanadische Anthropologin und Politikerin (Nunavut)
- Pascal Groß (* 1991), deutscher Fußballspieler
- Patrik Gross (* 1978), tschechischer Fußballspieler
- Paul Groß (Maler) (1873–1942), deutscher Maler und Zeichner
- Paul Groß (Politiker) (1897–1949), deutscher Politiker (SPD)
- Paul Groß (Politiker, 1922) (1922–1963), deutscher Politiker
- Paul Gross (Schauspieler) (* 1959), kanadischer Schauspieler und Regisseur
- Paul Magnus Gross (1895–1986), US-amerikanischer Chemiker
- Pavel Gross (* 1968), tschechischer Eishockeyspieler und -trainer
- Pete Gross (Peter R. Gross; 1936–1992), US-amerikanischer Sportkommentator
- Peter Groß (Politiker, I), österreichischer Großgrundbesitzer und Politiker, Mitglied des Österreichischen Abgeordnetenhauses
- Peter Groß (Politiker, 1902) (1902–1976), deutscher Politiker (SPD), MdL Saarland
- Peter Gross (Soziologe) (1941–2023), Schweizer Soziologe
- Peter Gross (* 1949), Schweizer Koch und DDR-Fluchthelfer, siehe Peter und Christa Gross-Feurich
- Peter Groß-Paaß (* 1968), deutscher American-Football-Spieler
- Philipp Groß (um 1290–nach 1355), deutscher Baumeister und Baubeamter
- Piotr Gross (1818–1895), galizischer Landtagsabgeordneter

### R
- Rainer Groß (Skilangläufer) (* 1947), deutscher Skilangläufer
- Rainer Gross (Mediziner) (* 1953), österreichischer Psychiater und Psychoanalytiker
- Rainer Groß (Politiker) (* 1960), deutscher Politiker (AfD)
- Rainer Gross (Schriftsteller) (* 1962), deutscher Schriftsteller
- Raphael Gross (* 1966), Schweizer Historiker
- Raphael Groß (* 1996), deutscher Schauspieler und Sänger
- Reiner Groß (* 1937), deutscher Archivar und Historiker
- René Gross (1964–1986), deutsches Opfer an der Berliner Mauer
- René Groß (* 1967), deutscher Fußballtorwart
- Ricco Groß (* 1970), deutscher Biathlet
- Richard Gross (Bildhauer) (Richard Oliver Gross; 1882–1964), neuseeländischer Bildhauer
- Richard Groß (Autor) (1921–1968), deutscher Schriftsteller und Hörspielautor
- Richard Groß (Landrat) (* 1940), deutscher Verwaltungsbeamter
- Richard Gross (Schauspieler) (* 1948), US-amerikanischer Schauspieler
- Rikarda Groß (1948–2019), deutsche Museumsmitarbeiterin und Autorin
- Rita Gross (1943–2015), US-amerikanische Religionswissenschaftlerin
- Robert Groß (Heimatforscher) (* 1943), deutscher Heimatforscher
- Robert Groß (Ökologe) (* 1974), österreichischer Ökologe und Umwelthistoriker
- Robert E. Gross (1905–1988), US-amerikanischer Chirurg
- Roland Gross (1909–1989), US-amerikanischer Filmeditor
- Roland Gross (Architekt) (* 1934), Schweizer Architekt
- Rolf Groß (Jurist) (* 1934), deutscher Jurist und Beamter
- Rolf Groß (Verfahrenstechniker) (Rolf Fritz Groß; * 1967), deutscher Verfahrenstechniker und Hochschullehrer
- Ron Gross (1932–2005), englischer Snookerspieler
- Rötger Groß (1933–2004), deutscher Politiker (FDP)
- Rudolf Groß (Kapellmeister) (1874–1950), deutscher Kapellmeister
- Rudolf Groß (Mineraloge) (1888–1954), deutscher Kristallograph und Mineraloge
- Rudolf Gross (Politiker, 1888) (1888–1955), deutscher Politiker (NSDAP), MdR
- Rudolf Gross (Politiker, II), österreichischer Politiker (SPÖ)
- Rudolf Gross (Mediziner) (1917–2008), deutscher Internist und Hochschullehrer
- Rudolf Groß (Historiker), deutscher Historiker
- Rudolf Gross (Physiker) (* 1956), deutscher Physiker und Hochschullehrer
- Rudolf Suthoff-Groß (Verwaltungsjurist) (1894–1946), deutscher Verwaltungsjurist und Politiker (NSDAP)
- Rudolf Suthoff-Gross (Komponist) (auch Rudolf Suthoff-Groß; * 1930), deutscher Komponist, Kirchenmusiker und Chorleiter
- Rudolf Gabriel von Gross (1822–1907), deutscher Jurist, Politiker und Publizist

### S
- Sabine Groß (Literaturwissenschaftlerin) (* 1957), deutsche Germanistin, Literaturwissenschaftlerin und Hochschullehrerin
- Sabine Groß (Bildhauerin) (* 1961), deutsche Bildhauerin und Hochschullehrerin
- Sabine Gross (* 1964), deutsche Politikerin (SPD), MdL Bayern
- Sally Gross (1933–2015), US-amerikanische Tänzerin und Choreografin
- Samuel Gross (Politiker) (1776–1839), US-amerikanischer Politiker
- Samuel D. Gross (1805–1884), US-amerikanischer Anatom und Chirurg
- Samuel Gottlieb Gross (1779–1860), Schweizer General in neapolitanischen Diensten
- Sara García Gross (* 1986), salvadorianische Frauenrechtsaktivistin
- Sara Gross (* 1976), kanadische Duathletin und Triathletin
- Sascha Gross (* 1968), deutscher Bühnen- und Kostümbildner
- Seymour L. Gross (1926–1998), US-amerikanischer Literaturwissenschaftler
- Shulamit Gross (1910–2002), israelische Mineralogin und Geologin sowie Namensgeberin der Minerale Grossit und Shulamitit
- Siegfried Gross (Kaufmann) (1899–1977), deutscher Kaufmann und Handelsvertreter
- Siegfried Groß (Plakatkünstler) (* 1938), deutscher Plakatmaler
- Simon Groß (Biathlet) (* 1998), deutscher Biathlet
- Simon Groß (Regisseur) (* 1976), deutscher Regisseur und Drehbuchautor
- Stanislav Gross (1969–2015), tschechischer Politiker
- Štefan Gross (1949–2012), tschechisch-ungarischer Schachspieler und -trainer
- Stefan Groß-Lobkowicz (* 1972), deutscher Journalist, Publizist und Herausgeber
- Stefano Gross (* 1986), italienischer Skirennläufer
- Steffen Gross (* 1967), deutscher Poolbillardspieler
- Stephan Groß (* 1953), deutscher Fußballspieler
- Stéphanie Groß (* 1974), deutsche Ringerin und Judoka
- Steve Gross (* 1985), US-amerikanischer Pokerspieler
- Susanne Gross (* 1960), deutsche Architektin und Stadtplanerin
- Sven Groß, deutscher Tourismuswissenschaftler
- Sylvia Groß (* 1953), deutsche Politikerin (AfD)

### T
- Teletta Groß (1801–1888), deutsche Schulstifterin
- Theodor Gross (1860–1924), deutscher Chemiker
- Thomas Groß (Literaturwissenschaftler, 1958) (* 1958), deutscher Literaturwissenschaftler und Musikjournalist
- Thomas Groß (Literaturwissenschaftler, 1964) (* 1964), deutscher Literaturwissenschaftler und Kulturredakteur
- Thomas Groß (Jurist) (* 1964), deutscher Jurist und Hochschullehrer
- Thomas Groß (Schauspieler) (* 1976), deutscher Schauspieler
- Timo Gross (* 1964), deutscher Gitarrist, Sänger, Komponist und Produzent
- Timo Groß (* 1974), deutscher American-Football-Spieler

### U
- Ulrich Gross (Jurist) (1852–1916), Schweizer Jurist und Manager
- Ulrich Groß (Ingenieurwissenschaftler) (* 1950), deutscher Ingenieurwissenschaftler und Hochschullehrer
- Ulrich Groß (Agrarwissenschaftler) (* 1964), deutscher Agrarwissenschaftler, Agrartechniker und Hochschullehrer
- Uwe Gross (Archäologe) (* 1955), deutscher Archäologe
- Uwe Groß (Mediziner) (* 1960), deutscher Mediziner und Hochschullehrer
- Uwe Groß (Maler) (1963–2013), deutscher Maler
- Uwe Karsten Groß (1930–2015), deutscher Kirchenmusiker und Hochschullehrer

### V
- Valérie Groß, deutsche Musikmanagerin
- Victor Gross (1845–1920), Schweizer Arzt und Prähistoriker
- Villem Gross (1922–2001), estnischer Schriftsteller
- Vincent Gross (* 1996), Schweizer Schlagersänger
- Volkmar Gross (1927–1992), deutscher Künstler
- Volkmar Groß (1948–2014), deutscher Fußballspieler

### W
- Walter Gross (Mediziner, 1877) (1877–1955), deutscher Mediziner
- Walter Gross (Mediziner, 1878) (1878–1933), deutscher Pathologe und Hochschullehrer
- Walter Gross (Bibliothekar) (1899–1967), deutscher Bibliothekar und Journalist (1933 Emigration nach Schweden)
- Walter Gross (Paläontologe) (1903–1974), deutscher Paläontologe und Hochschullehrer
- Walter Groß (Politiker, 1904) (1904–1945), deutscher Mediziner und Politiker (NSDAP), MdR
- Walter Gross (Schauspieler) (1904–1989), deutscher Schauspieler, Kabarettist und Synchronsprecher
- Walter Gross (Musiker) (1909–1967), amerikanischer Musiker
- Walter Gross (Widerstandskämpfer) (1910–1944), deutscher Widerstandskämpfer, siehe Personen der Bästlein-Jacob-Abshagen-Gruppe #G
- Walter Groß (Heimatforscher) (1919–2016), österreichischer Lehrer, Heimatforscher und Sammler
- Walter Gross (1922/23–1989), Schweizer Opfer eines Justizirrtums, siehe Fall Gross
- Walter Gross (Schriftsteller) (1924–1999), Schweizer Schriftsteller
- Walter Groß (Politiker, 1928) (1928–2011), deutscher Politiker (SPD)
- Walter Groß (Theologe) (* 1941), deutscher Theologe und Hochschullehrer
- Walter Groß (Richter) (* 1956), deutscher Richter
- Walter Gross-Fengels (* 1953), deutscher Radiologe
- Walter Talmon-Groß (1934–2010), deutscher Motorradrennfahrer
- Walter Hatto Gross (1913–1984), deutscher Klassischer Archäologe
- Walter Robert Gross (1903–1974), deutscher Paläontologe
- Walther Gross (1920–2014), österreichischer Maler
- Werner Gross (Kunsthistoriker) (1901–1982), deutscher Kunsthistoriker
- Werner Groß (Richter, 1910) (1910–1983), deutscher Richter in Niedersachsen
- Werner Groß (Richter, 1935) (* 1935), deutscher Richter am Bundesgerichtshof
- Werner Gross (Psychologe) (* 1949), deutscher Psychologe
- Wilhelm Groß (Heimatforscher) (1855–1933), deutscher Lehrer und Heimatforscher
- Wilhelm Groß (Montanwissenschaftler) (1883–1944), deutscher Montanwissenschaftler
- Wilhelm Groß (Künstler) (1883–1974), deutscher Künstler und Prediger
- Wilhelm Gross (Mathematiker) (1886–1918), österreichischer Mathematiker
- Wilhelm Mayer-Gross (1889–1961), deutsch-britischer Psychiater
- William H. Gross (William Hunt Gross; * 1944), US-amerikanischer Fondsmanager
- William Hickley Gross (1837–1898), US-amerikanischer Geistlicher, Erzbischof von Oregon City
- William M. Gross (1908–1972), US-amerikanischer General
- Willy Gross (1903–1945), Schweizer Maler
- Wolfgang Groß (Unternehmer) (* 1951), deutscher Chemiker, Unternehmer und Verbandsfunktionär
- Wolfgang Groß (Ruderer) (* 1954), deutscher Ruderer
- Wolfgang Gross-Mario (1929–2015), deutscher Maler und Bildhauer

### Y
- Yetur Gross-Matos (* 1998), US-amerikanischer American-Football-Spieler
- Yoram Gross (1926–2015), australischer Filmproduzent